# Ванякин, Алексей Васильевич
Алексей Васильевич Ванякин (1 октября 1910, д. Боловино, Нижегородская губерния, Российская империя — 21 января 1990, Москва, СССР) — советский военачальник, генерал-майор инженерных войск, единственный в СССР офицер награждённый орденом Кутузова I степени в звании подполковника.

## Биография
Родился в Нижегородской губернии, в крестьянской семье. Русский.
В 1931—1932 годах проходил срочную службу в РККА.
Демобилизовавшись из армии переехал работать в Москву, был футболистом московского «Спартака»
С июля 1937 года, вновь призван в армию Куйбышевским РВК города Москвы. Окончил полный курс Военно-инженерной академии имени В. В. Куйбышева.
В Великой Отечественной войне военинженер 3 ранга Ванякин с июня 1941 года — командир 153-го, затем 2-го гвардейского батальона инженерных заграждений. Участник боев за города Львов, Киев, Канев — в 1941—1942 гг. на Юго-Западном, Донском, Сталинградском, Центральном, Белорусском фронтах.
На Юго-Западном фронте, входя в оперативную группу инженерных заграждений фронта и имея задачу в короткие сроки создать на ближайших подступах к городу Сталинграду управляемые минные противопехотные и противотанковые заграждения, Алексей Васильевич проявил исключительные знания техники устанавливаемых заграждений и умелое их тактическое применение.
За время боев на Курской Дуге с 5 по 8 июля 1943 года батальон под командованием майора Ванякина подорвал 50 танков противника.
На Центральном фронте за тщательную подготовку, умелое руководство подвижными заградительными отрядами и успешную борьбу с танками противника на маршрутах их следования, что мешало их маневренности и в ряде случаев срывало их продвижение, награждён орденом Красного Знамени, а позже английским орденом Британской Империи 4-й степени.
Будучи инженером 80-го стрелкового корпуса, гвардии подполковник Ванякин награждён орденом Отечественной войны I степени за качественную и своевременную инженерную подготовку и выполнение 80-м стрелковым корпусом приказа по форсированию реки Друть и прорыва обороны противника.
С 2 февраля 1945 года гвардии подполковник Ванякин — командир 38-й инженерно-саперной Пинской бригады. Его части успешно обеспечивали продвижение советских войск, за что Алексей Васильевич в виде исключения был награждён «генеральским» орденом Кутузова I степени.
Член ВКП(б) с 1945 года.
После войны Ванякин продолжил службу в инженерных войсках, стал генерал-майором, преподавал - старший преподаватель военно-инженерной кафедры  Военной академии им. М. В. Фрунзе.  28 апреля 1969 года уволен в запас.  Жил в Москве.  Умер в 1990 году.

## Награды

### СССР
- два ордена Красного Знамени (14.07.1943[4], 1956[5])
- орден Кутузова I степени[6] (31.05.1945)
- два ордена Отечественной войны I степени[7] (26.07.1944, 06.04.1985)
- два ордена Красной Звезды (06.10.1942[8][9], 1951[5])
  - Медали в.т.ч.:
  - «За отвагу»[10][11][12] (23.06.1943)
  - «За боевые заслуги» (1946[5])
  - «За оборону Сталинграда» (1943)
  - «За оборону Киева» (1962)
  - «За Победу над Германией в Великой Отечественной войне 1941—1945 гг.» (1945)
  - «За освобождение Варшавы» (1945)
  - «Ветеран Вооружённых Сил СССР» (1976)

Приказы (благодарности) Верховного Главнокомандующего в которых отмечен Ванякин А. В.
- За выход на побережье Балтийского моря в районе города Кольберг, овладение городами Бервальде, Темпельбург, Фалькенбург, Драмбург, Вангерин, Лабес, Фрайенвальде, Шифельбайн, Регенвальде и Керлин — важными узлами коммуникаций и сильными опорными пунктами обороны немцев в Померании. 4 марта 1945 года. № 288.
- За овладение штурмом городами Голлнов, Штепенитц и Массов — важными опорными пунктами обороны немцев на подступах к Штеттину. 7 марта 1945 года. № 295.
- За овладение городом Альтдамм и ликвидацию сильно укрепленного плацдарма немцев на правом берегу реки Одер восточнее Штеттина. 20 марта 1945 года. № 304

### Иностранные награды
- офицер Ордена Британской Империи (Великобритания - 1944)[14]
- медаль «Братство по оружию»  (ГДР - 1975)
- медаль «Победы и Свободы» (ПНР)